# 晩翠通

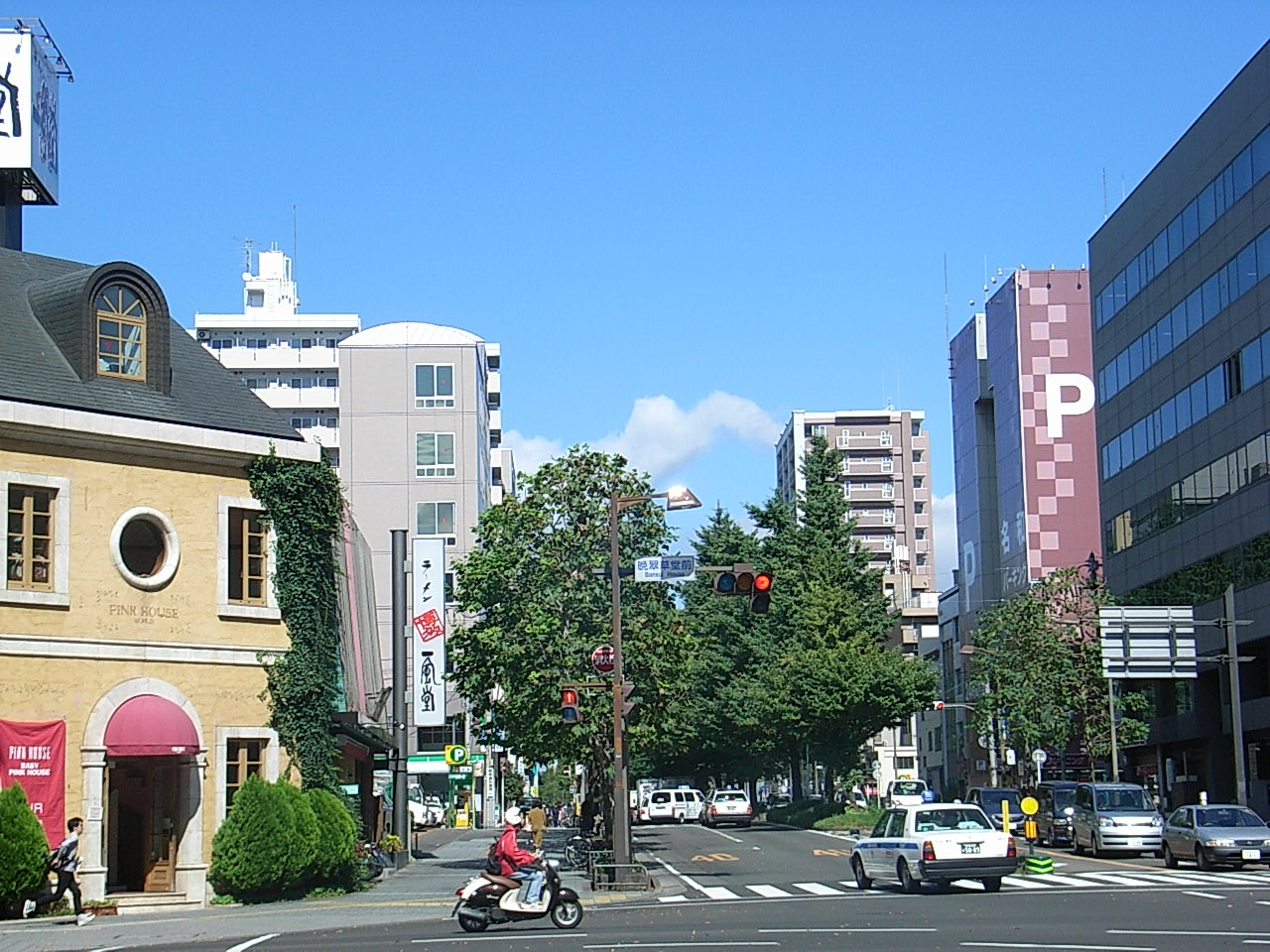
青葉通との交差点から北向き（2007年10月撮影）

晩翠通（ばんすいどおり）は、宮城県仙台市青葉区にある幹線道路のひとつである。市の中心部を南北に走っている。正式名称は「仙台市道1159号・晩翠通線」であり、高等裁判所前交差点から北四番丁の宮城県道31号仙台村田線に至る。仙台市の愛称命名道路のうちの1つで、1983年（昭和58年）に公募により晩翠通と命名された。近隣に居住していた仙台市出身の詩人・文学者である土井晩翠に由来する愛称である。

## 概要
仙台市道1159号・晩翠通線は、東北大学金属材料研究所前を起点とし、宮城県道31号仙台村田線（北四番丁）との接続部を終点とする総延長距離1,573.4メートルの道路であるが、愛称名道路としての晩翠通りの起点は、五橋通との交差点である「高等裁判所前」を起点とし、終点は同じである。
街路樹として、中央分離帯にはイチョウ、両脇歩道にはエンジュが、全線に渡って植栽されている。仙台市中心部でイチョウが街路樹となっている幹線道路としては他に、広瀬通などがある。

## 歴史

### 江戸時代
江戸時代、この通りの大部分は細横丁と呼ばれ、奥州街道の西を南北に並走していた。細横丁は、南から大町、肴町、立町、元櫓丁、元鍛冶丁、定禅寺通櫓丁、本材木町、跡付丁、北一番丁、北二番丁、北三番丁、北四番丁、北五番丁、という十二の町（通り）を横切って走っていたことから、十二の折り目を持つ兜巾（ときん）になぞらえて兜巾小路ともあだ名された。細横丁は、北は北五番丁（現在の仙台市立第二中学校前）、南は大町（現在の中央通り）に終わっていた。
細横丁と北三番丁との交差点の西南角には、仙台藩の学問所（養賢堂の前身）が元文元年（1736年）から宝暦10年（1760年）まで置かれていたものの、細横丁自体はさほど重要な街路とはならず、人通りも少なかったという。細横丁と奥州街道のあいだには狐小路（きつねこうじ）という通りが並走しており、現在の青葉通から袋町まで通じていた。

### 明治時代
明治時代の一時期、近隣の歓楽街である国分町に遊郭が置かれると、細横丁にも料理屋、待合が生まれ、非公認の売春がなされる街になった。
当時の細横丁は微地形的に周りより低い窪地で、雨がふると水溜まりができてひどくぬかるんだ。そのため仙台市は、市内最初の下水道敷設を、細横丁から狐小路を通じ、片平丁小学校の近くで広瀬川に排水する全長2100メートルの線に決定した。1899年（明治32年）8月10日にはじまった工事完成は、翌1900年（明治33年）5月8日のことであった。

### 終戦後
1945年（昭和20年）の仙台空襲によって、細横丁周辺の大部分は廃墟と化した。戦後の戦災復興計画では、北四番丁から裁判所まで、細横丁と狐小路を合わせて幅員36メートルの要路とすることが決定された。この際、細横丁の北端部である北四番丁から北五番丁までの125.0メートルについては従来の幅約3メートルのまま、名称も仙台市道757号・細横丁線として残されることとなった。
終戦後間もなく36メートル道路が完成した後も、この道は引き続き「細横丁」と通称されていたが、1982年（昭和57年）に仙台市は「晩翠通」の愛称を決定、この名称の使用を開始した。この愛称は、仙台市出身の文学家 土井晩翠に由来しており、土井の晩年の居宅が「晩翠草堂」として細横丁から至近の青葉通に保存されていたことに因んだ。ただし、この愛称がつけられた後、土井晩翠の子孫がパブリシティ権の侵害だとして仙台市を訴えたことがある（横浜地裁1992年6月4日判決）道路拡幅直後、仙台市が細横丁を「西大通」と改名することを試み、昔ながらの細横丁の名を残そうとした人々との間での激しい論争を起こしたこともあった。

## 交差する道路
| 交差する道路                               | 交差する道路                           | 交差点       | 路線番号               | 道路愛称 |
| 西方向                                     | 東方向                                 | 交差点       | 路線番号               | 道路愛称 |
| ------------------------------------------ | -------------------------------------- | ------------ | ---------------------- | -------- |
| 市道青葉757号細横丁線＜細横丁＞            |                                        |              |                        |          |
| 宮城県道31号仙台村田線＜北四番丁通り＞     | 宮城県道31号仙台村田線＜北四番丁通り＞ |              | 市道青葉1159号晩翠通線 | 晩翠通   |
| 市道若林63号姉歯横丁線＜姉歯横丁＞         | 市道若林64号愛宕橋線＜姉歯横丁＞       |              | 市道青葉1159号晩翠通線 | 晩翠通   |
| 市道青葉741号北三番丁1号線＜北三番丁通り＞ |                                        |              | 市道青葉1159号晩翠通線 | 晩翠通   |
| 市道青葉740号北二番丁線＜北二番丁通り＞    |                                        |              | 市道青葉1159号晩翠通線 | 晩翠通   |
| 市道青葉738号北一番丁1号線＜北一番丁通り＞ |                                        |              | 市道青葉1159号晩翠通線 | 晩翠通   |
| 市道青葉1189号区画街路北3号線              |                                        |              | 市道青葉1159号晩翠通線 | 晩翠通   |
| 市道青葉1208号区画街路北24号線             |                                        |              | 市道青葉1159号晩翠通線 | 晩翠通   |
| 市道青葉1171号定禅寺通線＜定禅寺通＞       | 市道青葉1171号定禅寺通線＜定禅寺通＞   | 春日町       | 市道青葉1159号晩翠通線 | 晩翠通   |
| 市道青葉1211号元鍛治丁線＜元鍛冶丁通り＞   |                                        |              | 市道青葉1159号晩翠通線 | 晩翠通   |
| 市道青葉1255号区画街路南2号線              |                                        |              | 市道青葉1159号晩翠通線 | 晩翠通   |
| 市道青葉1212号本櫓丁線＜本櫓丁通り＞       |                                        |              | 市道青葉1159号晩翠通線 | 晩翠通   |
| 国道48号＜仙台西道路＞＜広瀬通＞           | 国道48号＜広瀬通＞                     |              | 市道青葉1159号晩翠通線 | 晩翠通   |
|                                            | 市道青葉1281号区画街路南32号線         |              | 市道青葉1159号晩翠通線 | 晩翠通   |
| 市道青葉1231号肴町線＜肴町通り＞           |                                        |              | 市道青葉1159号晩翠通線 | 晩翠通   |
|                                            | 市道青葉1229号一番町大町線             |              | 市道青葉1159号晩翠通線 | 晩翠通   |
| 市道青葉1168号青葉山線＜大町通り＞         |                                        |              | 市道青葉1159号晩翠通線 | 晩翠通   |
| 市道青葉1166号青葉通線＜青葉通＞           | 市道青葉1166号青葉通線＜青葉通＞       | 晩翠草堂前   | 市道青葉1159号晩翠通線 | 晩翠通   |
|                                            | 市道青葉1284号区画街路南36号線         |              | 市道青葉1159号晩翠通線 | 晩翠通   |
|                                            | 市道青葉1285号区画街路南37号線         |              | 市道青葉1159号晩翠通線 | 晩翠通   |
| 市道青葉1163号片平五橋通線＜南町通＞       | 市道青葉1163号片平五橋通線＜南町通＞   | 高等裁判所前 | 市道青葉1159号晩翠通線 | 晩翠通   |
| 市道青葉1159号晩翠通線＜狐小路＞           |                                        |              |                        |          |

## 沿道の施設
- 仙台市立木町通小学校（晩翠通・北四番丁）
- 北三番丁公園（晩翠通・北三番丁）
- 仙台法務局（晩翠通・北一番丁）
- 東北公済病院（晩翠通・本櫓丁）
- 仙台弁護士会館（晩翠通・青葉通）小路
- 裁判所（晩翠通・南町通・狐小路）
  - 仙台高等裁判所
  - 仙台地方裁判所
  - 仙台家庭裁判所
  - 仙台簡易裁判所
- 仙台西道路 - 晩翠通と広瀬通の交点を基点とする